# 이소크리시스속
이소크리시스속(Isochrysis)은 착편모조류에 속하는 해양 미세조류 분류군이다. 5종을 포함하고 있다. 지름 4~6μm의 난형 모양의 조류이다.

## 하위 종
- I. galbana Parke, 1949
- I. litoralis Billard & Gayral, 1972
- I. maritima Billard & Gayral, 1972
- I. nuda Bendif & Probert, 2013
- I. santou 명명자 불확실
- I. zhanjiangensis H.-J.Hu & H.-R.Liu, 2007